# 米卡的日记
《米卡的日记》（葡萄牙語：O Diário de Mika）是由伊丽莎白·门德斯创作和由SuperToons制作的巴西动画系列，于2015年5月4日在迪士尼频道播放。

## 角色
- 米卡“米凯拉”（Mika，配音：李维·贾尔）：动画的主人翁，4岁的创意女孩，喜欢画画[2]。
- 莱拉（Lilá，配音：卡罗琳·罗沙）：小枕头猪，代表你的发脾气边。她很聪明，还专横，发脾气和有时幻想[2]。
- 布鲁（Bru，配音：亚科·西德拉托斯）：紫色毛绒刺猬，代表你的不安全感。他是害怕和不安全[2]。
- 布拉布拉（Blablá，配音：卡罗琳·罗沙）：绿色手偶鹦鹉，代表你的健谈边。他是大嘴巴和爱管闲事[2]。
- 普克（Puquê，配音：卡洛斯·波尼）：蓝色毛绒猫，代表你的好奇[2]。
- 贾沃（Javô，配音：亚科·西德拉托斯）：绿松色躺椅树懒，代表你的懒惰边。他还很天真[2]。
- 花蜂类（Abelhuda，配音：卡洛斯·波尼）：小照明花蜂类，代表你的创造力。她总是需要解决问题[2]。

## 殊荣
- 2017年 艾美奖“Kids preschool”提名[3]